# Acacia dictyophleba
Acacia dictyophleba é uma espécie de leguminosa do gênero Acacia, pertencente à família Fabaceae.